# Yukari Kondō
Yukari Kondō (jap. 近藤 ゆかり, Kondō Yukari; * 17. August 1967 in Memambetsu (heute: Ōzora), Hokkaidō) ist eine japanische Curlerin. 
Ihr internationales Debüt hatte Kondō 1994 bei der Pazifikmeisterschaft in Christchurch, sie gewann mit der Goldmedaille ihr erstes Edelmetall. 
Kondō spielte als Second der japanischen Mannschaft bei den XVIII. Olympischen Winterspielen in Nagano im Curling. Die Mannschaft um Skip Mayumi Ōkutsu belegte den fünften Platz.

## Erfolge
- Pazifikmeisterin 1994, 1995, 1996, 1997